# マーヴァク
マーヴァク（正式名称「社会主義者闘争運動」 ヘブライ語:תנועת מאבק סוציאליסטי アラビア語:حركة النضال الاشتراكي）とは、イスラエルの共産主義政党。トロツキスト政党。なお、1970年代にイスラエルの新左翼組織「マツペン」から分離した毛沢東主義者の政治団体「マーヴァク」とは無関係。

## 概要

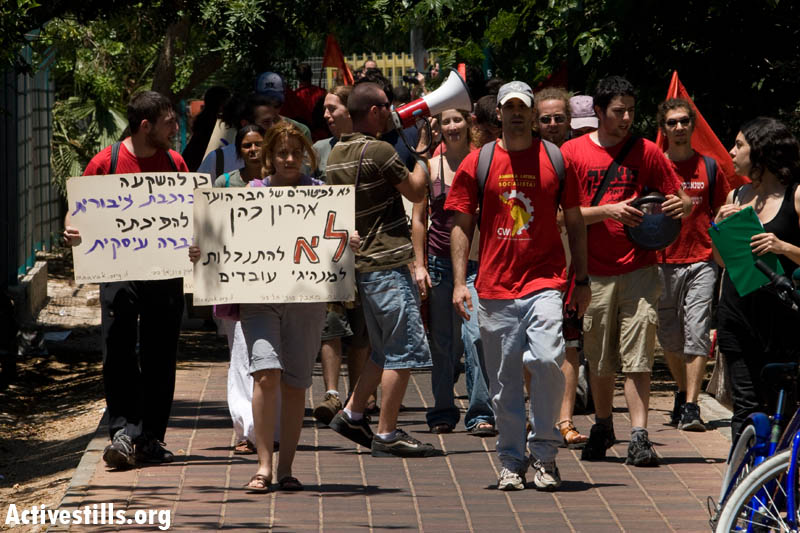
デモ行進するマーヴァク党員（2008年）

反資本主義・反新自由主義、パレスチナとの連帯を掲げている。構成員は主に若年者である。しかし、結党以降この政党がクネセト総選挙に政党登録したことは一度もなく、現状は他の多くの国のトロツキスト政党・政治団体と同じく、少数勢力である。